# Croton willdenowii
Croton willdenowii là một loài thực vật có hoa trong họ Đại kích. Loài này được G.L.Webster mô tả khoa học đầu tiên năm 1992.